# Piet Strolenberg
Pieter Nicolaas Gerardus (Piet) Strolenberg (Kerkrade, 9 augustus 1927 – 11 maart 2019) was een Nederlands voetballer. Hij speelde voor SV Kerkrade, Rapid '54, Rapid JC en MVV. 

## Loopbaan

### Beginjaren
Hij werd op zijn twaalfde lid van SV Kerkrade en debuteerde vlak na de oorlog in het eerste elftal. Hij was linksbenig en speelde meestal als linkermiddenvelder. In zijn eerste jaar werd Kerkrade kampioen in de Tweede klasse maar promotie bleef uit. Een jaar later won zijn club opnieuw de kampioenstitel en hij scoorde dat seizoen veertien keer. In de nacompetitie eindigde Kerkrade samen bovenaan met Sittard. De beslissing viel op 17 mei 1948 op het terrein van SV Limburgia. Kerkrade won het beslissingsduel voor 18.000 toeschouwers met 4-3 en promoveerde naar de hoogste klasse.

### Handhaving
Strolenberg liep tijdens de voorbereiding in september 1948 een enkelblessure op waardoor hij de eerste drie optredens miste in de Eerste klasse. Bij zijn rentree op 10 oktober haalde Kerkrade het eerste punt binnen, 4-4 tegen Eindhoven. De degradatiestrijd was lang spannend en op de laatste wedstrijddag speelde Kerkrade zich veilig door de 5-0 zege op Helmondia. In het volgende seizoen kon de club zich niet handhaven en eindigde als laatste in de Eerste klasse Zuid I.

### Buitenspel
Bij de terugkeer in de Tweede klasse kende Kerkrade in september 1950 een vlotte start met vier zeges op rij. De nieuwe spits Bob Jongen was trefzeker maar werd al snel voor de rest van het seizoen geschorst. Jongen kwam op de beroepslijst te staan omdat hij afkomstig was van een profclub, het Duitse Alemannia Aachen. 
Ook voor Strolenberg verliep dit voetbaljaar niet voorspoedig. Eerst stond hij door een blessure enkele weken langs de kant. Rond de jaarwisseling verdween hij tijdelijk uit het elftal omdat hij overschrijving had aangevraagd naar VV Bleijerheide. Dit ging uiteindelijk niet door want hij kwam op zijn besluit terug.  

### Eindelijk kampioen
Na de tweede plaatsen in 1952 en 1953 slaagde Kerkrade in het seizoen 1953/54 erin kampioen te worden. Daar was een beslissingswedstrijd op 27 mei 1954 tegen SC Emma voor nodig. Op het volgepakte Limburgia-terrein won Kerkrade met 1-0 door een treffer van Alex Vinken. In de promotiecompetitie rekende Kerkrade af met WVC en Kimbria. Op de slotdag, zondag 4 juli 1954, stelde Kerkrade promotie veilig door Kimbria met 2-1 te kloppen. Strolenberg zette zijn club met het openingsdoelpunt op het goede spoor. Hij speelde zich in de kijker en werd gekozen in het Limburgs elftal. Ook werd hij uitgenodigd voor de centrale training van het Nederlands elftal. maar hij zou geen interland spelen.

### Profvoetbal
Kerkrade was na vier jaar terug in de Eerste klasse. De rentree duurde slechts negen wedstrijden want in november 1954 werd de competitie stilgelegd. De voetbalbonden KNVB en NBVB fuseerden en op 28 november startte een geheel nieuwe competitie. Kerkrade ging daarin samen verder met Bleijerheide onder de naam Roda Sport. Voor Strolenberg was na drie duels het heroptreden met Kerkrade in de Eerste klasse al voorbij. Want hij vertrok eind september 1954 naar de nieuwe profclub Rapid '54 die uitkwam in de ‘wilde’ competitie van de NBVB. Hij maakte zijn profdebuut op 10 oktober in de met 4-2 gewonnen wedstrijd tegen BVC Rotterdam.
Hij speelde op 21 november zijn zevende en laatste duel voor Rapid '54. De club ging bij de herstart van de competitie verder als Rapid JC na de fusie met Juliana. 

### Beenbreuk
Bij Rapid JC vormde hij met Hein Schaffrath een duo op het middenveld. Rapid JC werd in 1956 landskampioen. Strolenberg miste het grootste deel van het kampioensjaar doordat hij op 20 november 1955 een beenbreuk opliep in de uitwedstrijd tegen BVV. Hij verbleef acht weken in het ziekenhuis en miste ook de kampioenscompetitie waarin Rapid JC de landstitel greep. Hij stond langs de lijn op 14 juli 1956 toen Rapid JC de beslissingswedstrijd tegen NAC met 3-0 won. Het gebeurde in hetzelfde stadion De Vliert in Den Bosch waar hij acht maanden eerder op een brancard van het veld werd gedragen.
Hij maakte zijn rentree bij de start van de nieuwe Eredivisie op 2 september 1956. 

### Naar MVV
Hij speelde zes jaar voor Rapid JC. Hij vertrok in 1960 naar MVV waar hij drie jaar later op 36-jarige leeftijd zijn carrière afsloot. Zijn laatste wedstrijd was als invaller op 26 mei 1963 in de uitwedstrijd van MVV tegen GVAV (1-0 zege).
Hij ging als trainer aan de slag in het Zuid-Limburgse amateurvoetbal. Deze taak moest hij vanwege een versleten heup opgeven.
Hij werkte daarna samen met Wiel Coerver aan het ontwikkelen van techniektrainingen voor het leerplan de Coerver-methode.
Piet Strolenberg werkte tijdens zijn voetballoopbaan als beambte voor de staatsmijnen. Hij overleed op 91-jarige leeftijd in 2019.

## Clubstatistieken
| Seizoen | Club      | Land      | Competitie                   | Competitie | Competitie | Beker | Beker | Internationaal | Internationaal | Overig | Overig | Totaal | Totaal |
| Seizoen | Club      | Land      | Competitie                   | Wed.       | Dlp.       | Wed.  | Dlp.  | Wed.           | Dlp.           | Wed.   | Dlp.   | Wed.   | Dlp.   |
| ------- | --------- | --------- | ---------------------------- | ---------- | ---------- | ----- | ----- | -------------- | -------------- | ------ | ------ | ------ | ------ |
| 1946/47 | Kerkrade  | Nederland | Tweede klasse A Zuid II      | 10         | 2          | –     | 0     | 0              | 0              | 0      | 0      | 10     | 2      |
| 1947/48 | Kerkrade  | Nederland | Tweede klasse A Zuid II      | 22         | 14         | –     | 0     | 0              | 0              | 5      | 0      | 27     | 14     |
| 1948/49 | Kerkrade  | Nederland | Eerste klasse Zuid II        | 15         | 1          | –     | 0     | 0              | 0              | 0      | 0      | 15     | 1      |
| 1949/50 | Kerkrade  | Nederland | Eerste klasse Zuid I         | 18         | 7          | –     | 0     | 0              | 0              | 0      | 0      | 18     | 7      |
| 1950/51 | Kerkrade  | Nederland | Tweede klasse B Zuid II      | 12         | 4          | –     | 0     | 0              | 0              | 2      | 1      | 14     | 5      |
| 1951/52 | Kerkrade  | Nederland | Tweede klasse B Zuid II      | 19         | 6          | –     | 0     | 0              | 0              | 6      | 0      | 25     | 6      |
| 1952/53 | Kerkrade  | Nederland | Tweede klasse A Zuid II      | 22         | 7          | –     | 0     | 0              | 0              | 0      | 0      | 22     | 7      |
| 1953/54 | Kerkrade  | Nederland | Tweede klasse A Zuid II      | 18         | 10         | –     | 0     | 0              | 0              | 5      | 1      | 23     | 11     |
| 1954/55 | Kerkrade  | Nederland | Eerste klasse C (afgebroken) | 3          | 1          | –     | –     | 0              | 0              | 0      | 0      | 3      | 1      |
| 1954/55 | Rapid '54 | Nederland | NBVB (afgebroken)            | 7          | 0          | –     | –     | 0              | 0              | 0      | 0      | 7      | 0      |
| 1954/55 | Rapid JC  | Nederland | Eerste klasse C              | 25         | 1          | –     | –     | 0              | 0              | 0      | 0      | 25     | 1      |
| 1955/56 | Rapid JC  | Nederland | Hoofdklasse B                | 11         | 0          | –     | –     | 0              | 0              | 0      | 0      | 11     | 0      |
| 1956/57 | Rapid JC  | Nederland | Eredivisie                   | 29         | 0          | 1     | 0     | 0              | 0              | 0      | 0      | 30     | 0      |
| 1957/58 | Rapid JC  | Nederland | Eredivisie                   | 29         | 0          | 2     | 0     | 0              | 0              | 0      | 0      | 31     | 0      |
| 1958/59 | Rapid JC  | Nederland | Eredivisie                   | 30         | 0          | 6     | 0     | 0              | 0              | 0      | 0      | 36     | 0      |
| 1959/60 | Rapid JC  | Nederland | Eredivisie                   | 14         | 0          | –     | 0     | 0              | 0              | 0      | 0      | 14     | 0      |
| 1960/61 | MVV       | Nederland | Eredivisie                   | 27         | 1          | 0     | 0     | 0              | 0              | 0      | 0      | 27     | 1      |
| 1961/62 | MVV       | Nederland | Eredivisie                   | 11         | 1          | 0     | 0     | 0              | 0              | 0      | 0      | 11     | 1      |
| 1962/63 | MVV       | Nederland | Eredivisie                   | 1          | 0          | 0     | 0     | 0              | 0              | 0      | 0      | 1      | 0      |
| Totaal  | Totaal    | Totaal    | Totaal                       | 323        | 55         | 9     | 0     | 0              | 0              | 18     | 2      | 350    | 57     |